# Sutton Mandeville
Sutton Mandeville è un piccolo villaggio e una parrocchia civile della contea del Wiltshire che si trova a sud del fiume Nadder, a ovest di Wilton e 2,5 miglia a est di Tisbury, Sud Ovest dell'Inghilterra, Regno Unito.

## Geografia

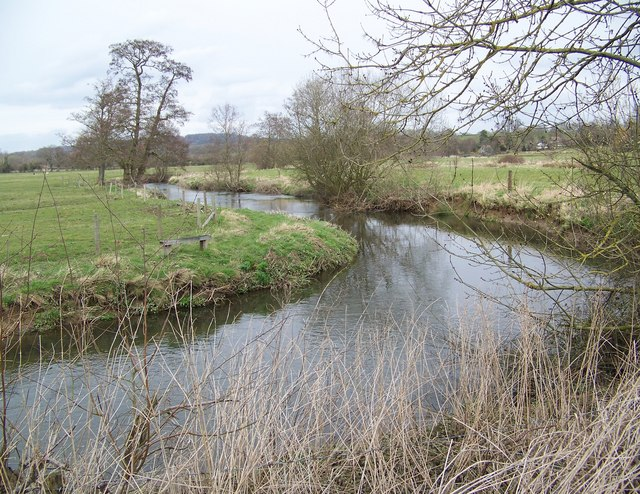
Fiume Nadder nel territorio di Sutton Mandeville

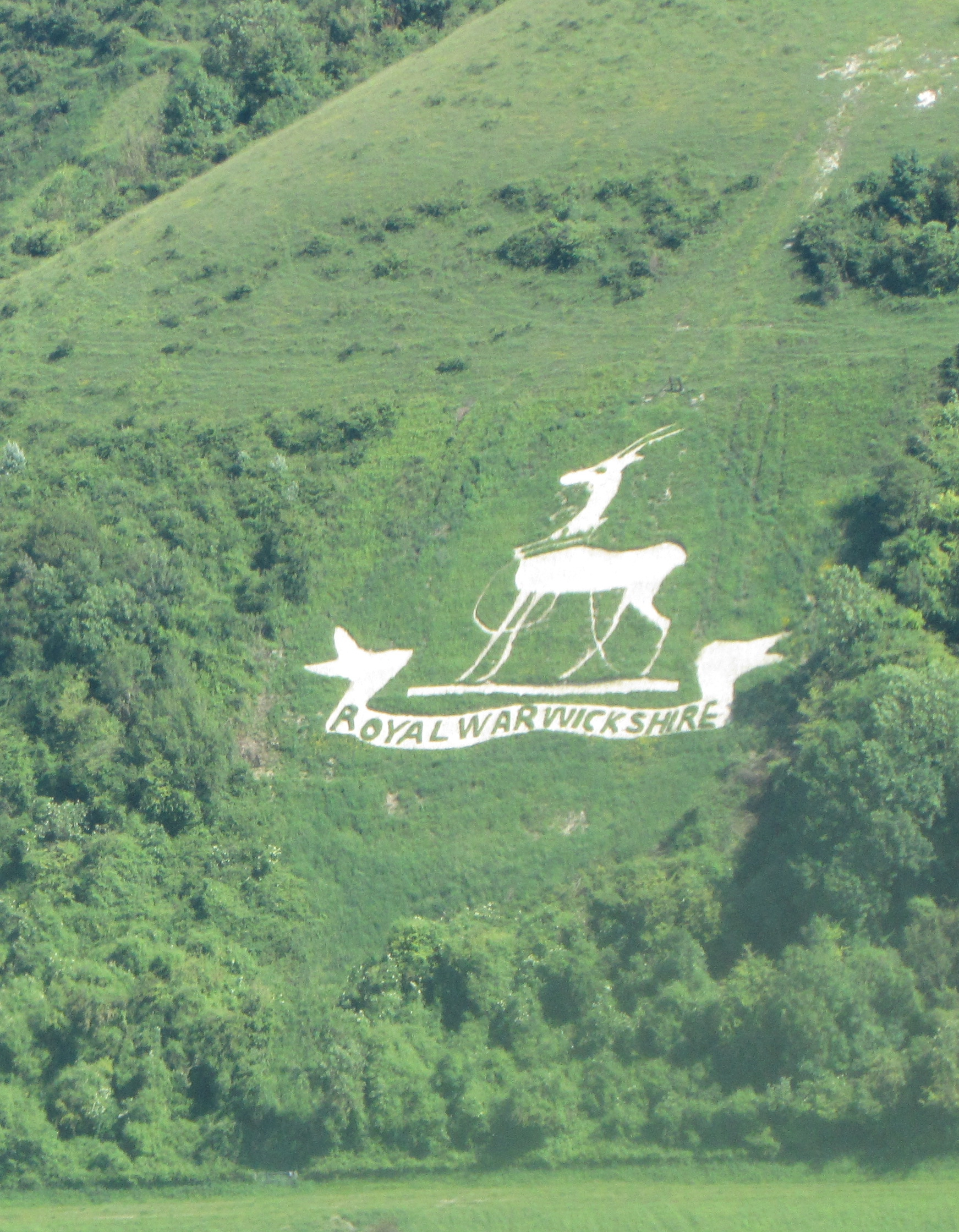
Distintivo reggimentale del Royal Warwickshire Regiment sulla collina a sud di Sutton Mandeville. circa 10 miglia a ovest di Salisbury nel Regno Unito. Fu creato durante la prima guerra mondiale, quando le truppe di quel reggimento erano accampate e addestrate sotto la collina. Il distintivo è stato ripulito e ristrutturato durante la primavera del 2018

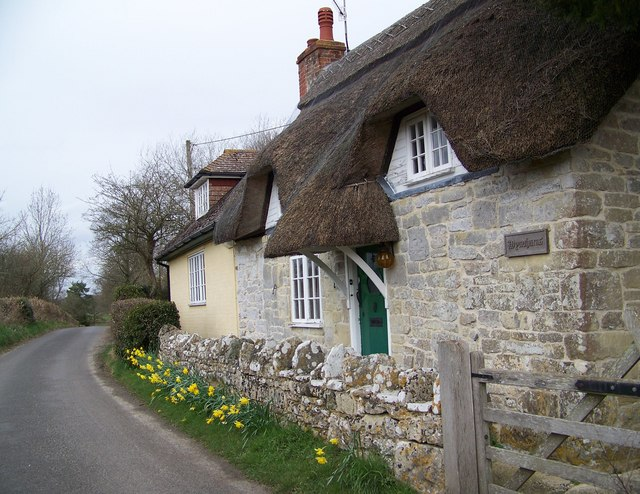
Tipica abitazione con tetto di paglia

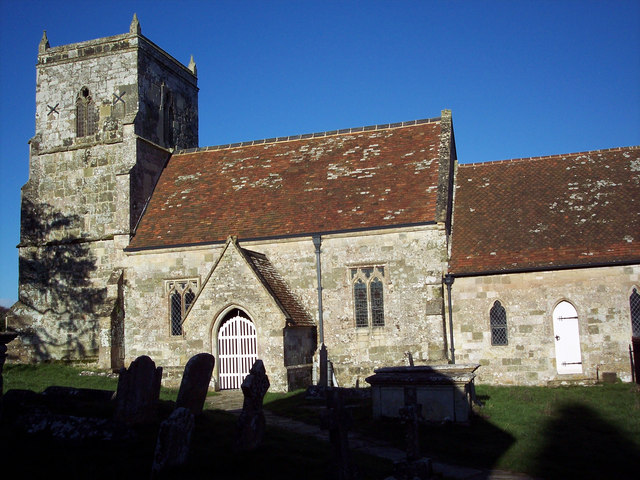
Chiesa di Tutti i Santi

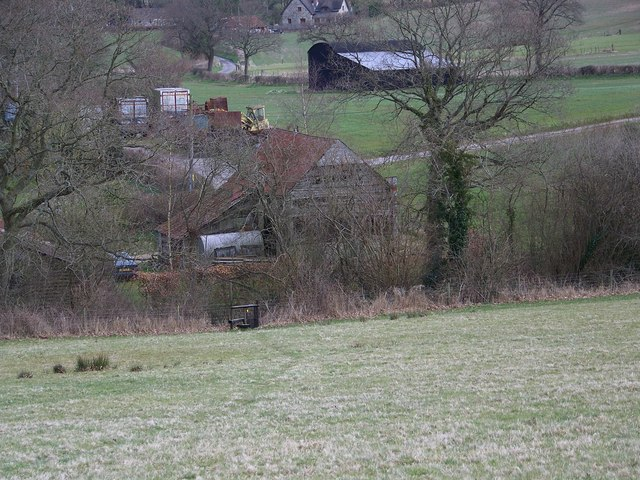
Mulino di Sutton Mandeville

Il territorio della parrocchia civile si trova a sud-ovest di Salisbury. Il villaggio è situato sulla strada da Salisbury a Shaftesbury, e circa a metà strada tra le stazioni di Dinton e Tisbury, sulla ferrovia Salisbury e Yeovil.

## Storia
Sutton Mandeville è menzionato come un piccolo centro abitato già nel Domesday Book del 1086 come Sudtone ma non vi sono evidenze della presenza di preesistenti siti preistorici nella zona.

## Monumenti e luoghi d'interesse
Nel territorio di Sutton Mandeville sono presenti alcuni luoghi d'interesse, tra i quali:
- Chiesa di Tutti i Santi. Si tratta di una chiesa parrocchiale anglicana risalente al XIII secolo e restaurata nel 1862 da T.B. Miles di Salisbury. La chiesa ha tre navate, il portico a sud è a due falde con un portale a punta smussata. La torre si alza a sud, la struttura è in calcare e la copertura ha il tetto in tegole. Appartiene alla diocesi di Salisbury e dal 6 gennaio 1966 è un monumento classificato di secondo grado.[6][7]
- Mulino di Sutton Mandeville. Il mulino sul fiume Nadder ha annesso un cottage e risale alla fine del XVIII secolo. Il mulino è in mattoni di lega fiamminga con tetto in tegole a mezza padiglione mentre il cottage è in pietra calcarea lavorata con tetto di paglia. Si tratta di un monumento che dal 27 luglio 1985 è classificato di secondo grado.[8][9]